# Bindsachsen
Bindsachsen ist ein Ortsteil der Gemeinde Kefenrod im hessischen Wetteraukreis.

## Geschichte

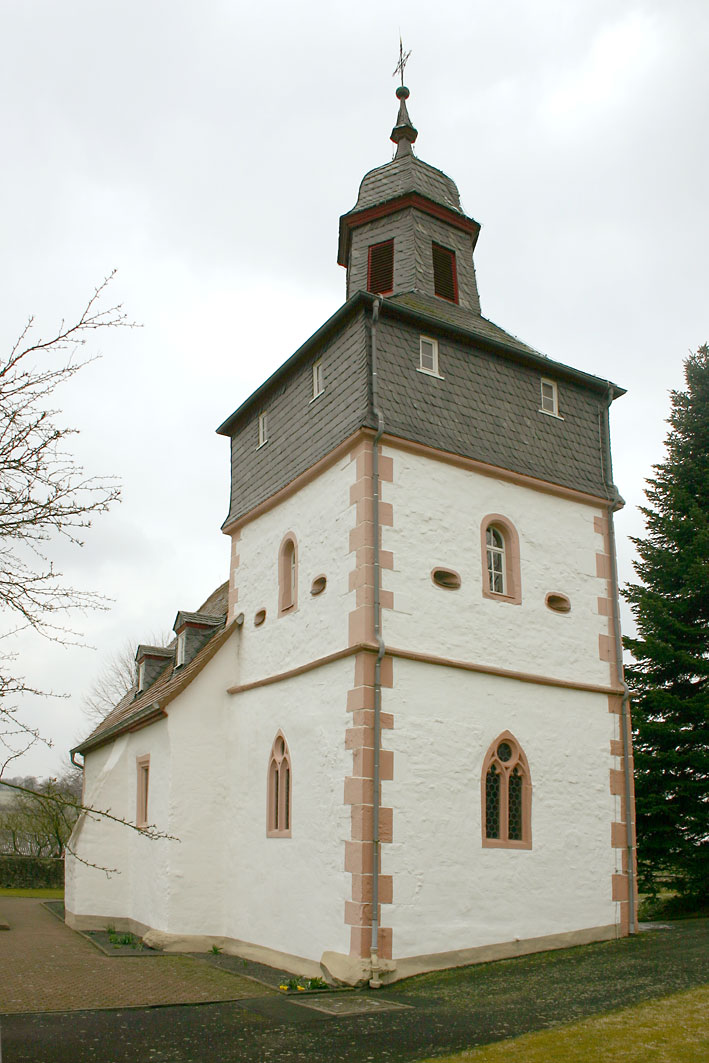
Wehrkirche mit spätgotischem, wehrhaften Chorturm (um 1500). Schiff mit seltsamen starkem Strebpfeiler. Im Kern romanischer Saalbau.

### Ortsgeschichte
Als „officium Benzensasen“ erstmals urkundlich erwähnt wurde Bindsachsen am 11. August 1276. 1324 schrieb man „Byntzensassen“ und 1370 „Bintzensassen“. Der Name lässt darauf schließen, dass sich erste Sassen (= Siedler) am Ufer des Wolfsbaches an den Binsen niederließen.
Ganz in der Nähe wurden Hügelgräber aufgedeckt. Auf der Seite der Büdinger Mark wohnten schon Menschen, lange bevor es das Dorf selbst gab.
1398 verlieh König Wenzel dem Grafen Johann I. von Isenburg in Büdingen das Gericht Wolferborn zu einem Burglehen. Dieses hatte er mit Friedrich von Lißberg in Ganerbschaft inne. Zu dem Burglehen mit allem Zubehör gehörten die Dörfer Hitzkirchen, Kefenrod, Bindsachsen und Rinderbügen.
Bis zum Dreißigjährigen Krieg war Bindsachsen ein wohlhabendes Dorf. Durch die Pest und Seuchen verarmte das Dorf, die Einwohnerzahl sank stark. Im Jahr 1655 lebten nur elf Familien im Dorf. Erst um 1711 stieg die Zahl der Dorfbewohner wieder deutlich. Zwischen 1828 und 1861 wanderten 60 Einwohner nach Brasilien und in die Vereinigten Staaten aus. In den folgenden Dekaden blieb die Bevölkerungszahl bei ca. 500 Einwohnern. Nach dem Ende des Zweiten Weltkriegs stieg die Zahl der Einwohner durch die Einweisung von 90 Personen aus dem Böhmerwald deutlich an. In den folgenden Jahrzehnten bis zur Jahrtausendwende kletterte die Einwohnerzahl durch einige Neubaugebiete auf über 900 Einwohner.
Hessische Gebietsreform (1970–1977)
Im Zuge der Gebietsreform in Hessen fusionierten zum 31. Dezember 1971 die bis dahin selbständigen Gemeinden Kefenrod, Bindsachsen, Burgbracht und Hitzkirchen zur erweiterten Gemeinde Kefenrod. Zum 1. August 1972 kam kraft Landesgesetz die Gemeinde Helfersdorf hinzu. Für alle eingegliederten Gemeinden und Kefenrod wurden Ortsbezirke errichtet.

### Verwaltungsgeschichte im Überblick
Die folgende Liste zeigt die Staaten und Verwaltungseinheiten, denen Bindsachsen angehört(e):
- vor 1806: Heiliges Römisches Reich, Fürstentum Isenburg-Birstein, Amt Wenings, Gericht Wolferborn
- ab 1806: Fürstentum Isenburg (Rheinbund),[Anm. 2] Amt Wenings
- ab 1813: Generalgouvernement Frankfurt,[Anm. 3] Amt Wenings
- ab 1815: Kaisertum Österreich,[Anm. 4] Amt Wenings
- ab 1816: Großherzogtum Hessen (Souveränitätslande),[Anm. 5] Provinz Oberhessen, Amt Wenings[11] (zur Standesherrschaft Isenburg gehörig)
- ab 1822: Großherzogtum Hessen, Provinz Oberhessen, Landratsbezirk Büdingen[12][Anm. 6]
- ab 1848: Großherzogtum Hessen, Regierungsbezirk Nidda
- ab 1852: Großherzogtum Hessen, Provinz Oberhessen, Kreis Büdingen
- ab 1867: Norddeutscher Bund,[Anm. 7]  Großherzogtum Hessen, Provinz Oberhessen, Kreis Büdingen
- ab 1871: Deutsches Reich, Großherzogtum Hessen, Provinz Oberhessen, Kreis Büdingen
- ab 1918: Deutsches Reich,[Anm. 8] Volksstaat Hessen, Provinz Oberhessen, Kreis Büdingen
- ab 1938: Deutsches Reich, Volksstaat Hessen, Landkreis Büdingen[13][Anm. 9]
- ab 1945: Amerikanische Besatzungszone, Groß-Hessen,[Anm. 10] Regierungsbezirk Darmstadt, Landkreis Büdingen
- ab 1946: Amerikanische Besatzungszone, Land Hessen, Regierungsbezirk Darmstadt, Landkreis Büdingen
- ab 1949: Bundesrepublik Deutschland, Land Hessen, Regierungsbezirk Darmstadt, Landkreis Büdingen
- ab 1972: Bundesrepublik Deutschland, Land Hessen, Regierungsbezirk Darmstadt, Wetteraukreis, Gemeinde Kefenrod

## Bevölkerung
Einwohnerstruktur 2011
Nach den Erhebungen des Zensus 2011 lebten am Stichtag dem 9. Mai 2011 in Bindsachsen 813 Einwohner. Darunter waren 15 (1,8 %) Ausländer.
Nach dem Lebensalter waren 150 Einwohner unter 18 Jahren, 327 zwischen 18 und 49, 180 zwischen 50 und 64 und 156 Einwohner waren älter.
Die Einwohner lebten in 330 Haushalten. Davon waren 75 Singlehaushalte, 108 Paare ohne Kinder und 111 Paare mit Kindern, sowie 30 Alleinerziehende und 6 Wohngemeinschaften. In 60 Haushalten lebten ausschließlich Senioren und in 222 Haushaltungen lebten keine Senioren.
Einwohnerentwicklung
| Bindsachsen: Einwohnerzahlen von 1834 bis 2022 | Bindsachsen: Einwohnerzahlen von 1834 bis 2022 | Bindsachsen: Einwohnerzahlen von 1834 bis 2022 | Bindsachsen: Einwohnerzahlen von 1834 bis 2022 | Bindsachsen: Einwohnerzahlen von 1834 bis 2022 |
| --- | ---------------------------------------------- | ---------------------------------------------- | ---------------------------------------------- | ---------------------------------------------- |
| Jahr |                                                |                                                |                                                | Einwohner                                      |
| 1834 | 1834                                           |                                                | 539                                            | 539                                            |
| 1840 | 1840                                           |                                                | 529                                            | 529                                            |
| 1846 | 1846                                           |                                                | 545                                            | 545                                            |
| 1852 | 1852                                           |                                                | 509                                            | 509                                            |
| 1858 | 1858                                           |                                                | 514                                            | 514                                            |
| 1864 | 1864                                           |                                                | 500                                            | 500                                            |
| 1871 | 1871                                           |                                                | 498                                            | 498                                            |
| 1875 | 1875                                           |                                                | 510                                            | 510                                            |
| 1885 | 1885                                           |                                                | 504                                            | 504                                            |
| 1895 | 1895                                           |                                                | 479                                            | 479                                            |
| 1905 | 1905                                           |                                                | 487                                            | 487                                            |
| 1910 | 1910                                           |                                                | 515                                            | 515                                            |
| 1925 | 1925                                           |                                                | 535                                            | 535                                            |
| 1939 | 1939                                           |                                                | 491                                            | 491                                            |
| 1946 | 1946                                           |                                                | 677                                            | 677                                            |
| 1950 | 1950                                           |                                                | 693                                            | 693                                            |
| 1956 | 1956                                           |                                                | 641                                            | 641                                            |
| 1961 | 1961                                           |                                                | 641                                            | 641                                            |
| 1967 | 1967                                           |                                                | 654                                            | 654                                            |
| 1970 | 1970                                           |                                                | 673                                            | 673                                            |
| 1980 | 1980                                           |                                                | ?                                              | ?                                              |
| 1990 | 1990                                           |                                                | ?                                              | ?                                              |
| 2000 | 2000                                           |                                                | ?                                              | ?                                              |
| 2010 | 2010                                           |                                                | 831                                            | 831                                            |
| 2011 | 2011                                           |                                                | 813                                            | 813                                            |
| 2015 | 2015                                           |                                                | 821                                            | 821                                            |
| 2022 | 2022                                           |                                                | 824                                            | 824                                            |
| Datenquelle: Historisches Gemeindeverzeichnis für Hessen: Die Bevölkerung der Gemeinden 1834 bis 1967. Wiesbaden: Hessisches Statistisches Landesamt, 1968. Weitere Quellen: LAGIS; Gemeinde Kefenrod; Zensus 2011; 2022 |                                                |                                                |                                                |                                                |

Historische Religionszugehörigkeit
| • 1961: | 552 evangelische (= 86,12 %), 85 katholische (= 13,26 %) Einwohner |

## Politik
Für Bindsachsen besteht ein Ortsbezirk (Gebiete der ehemaligen Gemeinde Bindsachsen) mit Ortsbeirat und Ortsvorsteher nach der Hessischen Gemeindeordnung.
Der Ortsbeirat besteht aus sieben Mitgliedern. Bei den Kommunalwahlen in Hessen 2021 betrug die Wahlbeteiligung zum Ortsbeirat 49,70 %. Alle Kandidaten gehörten der „Bürgerliste Bindsachsen“ an. Der Ortsbeirat wählte Volkmar Heil zum Ortsvorsteher.

## Bauwerke
Von 1470 bis 1480 erhielt die Kirche in Bindsachsen ihr heutiges Aussehen. Um Überfälle zu verhindern, wird sie zur Wehrkirche und mit einer Mauer umgeben. Um 1540 wird Bindsachsen evangelisch. Am 7. September 1796 wurde die Kirche vom durchziehenden Korps Bernhadotte geplündert und als Pferdestall benutzt. Die Bänke wurden verbrannt. In den Jahren 1812, 1901 und zuletzt 1966 sollte die Kirche jeweils abgerissen werden. Letzten Endes wurde sie jedes Mal renoviert bzw. instand gesetzt.

## Kulturdenkmäler
Siehe: Liste der Kulturdenkmäler in Bindsachsen

## Persönlichkeiten
- Friedrich Dettweiler (*  28. August 1864 in Bindsachsen; †  9. Mai 1939 auf Schloss Reichenberg (Odenwald)), Tierzüchter
- Alfred Druschel (* 4. Februar 1917 in Bindsachsen; † 1. Januar 1945 bei Aachen), Oberst der Luftwaffe